# Réserve naturelle de Tjønna
La réserve naturelle de Tjønna  est une réserve naturelle norvégienne qui est située dans le municipalité de Holmestrand, dans le comté de Vestfold.

## Description
La réserve naturelle de 0,085 km2 a été créée en 1980. Elle est contiguë à la réserve naturelle de Presteseter, proche de Eidsfoss.
Tjønna est une tourbière souterraine avec une végétation diversifiée. Dans la partie nord de la réserve, il y a un marais avec de l'aulne noir. La réserve naturelle est peu affectée par l'activité humaine. De rares pics à dos blanc ont été aperçus dans la réserve.
Le but de la conservation est de préserver une tourbière d'eau souterraine avec une végétation moyenne à riche.

## Galerie

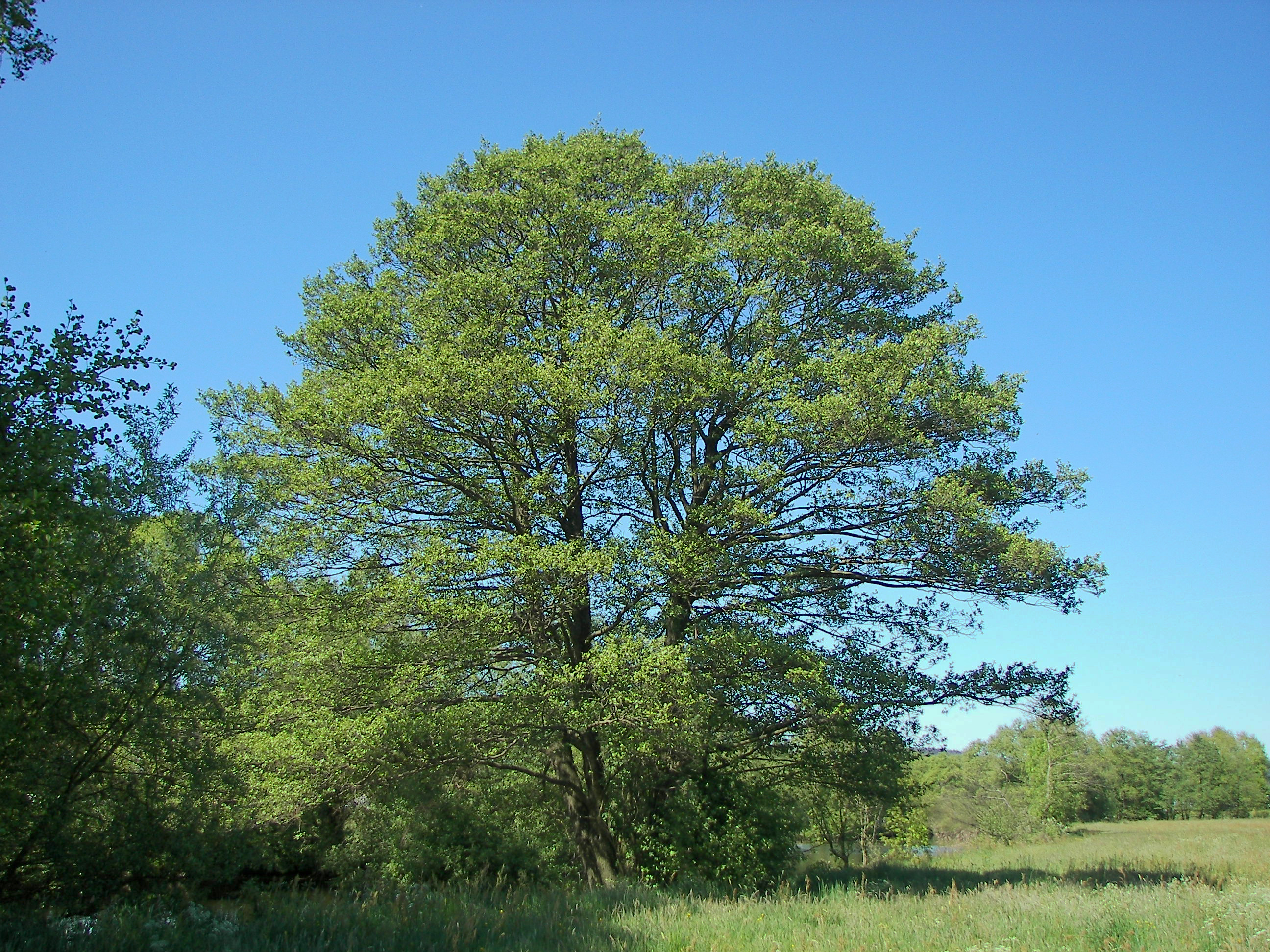
Aulne noir
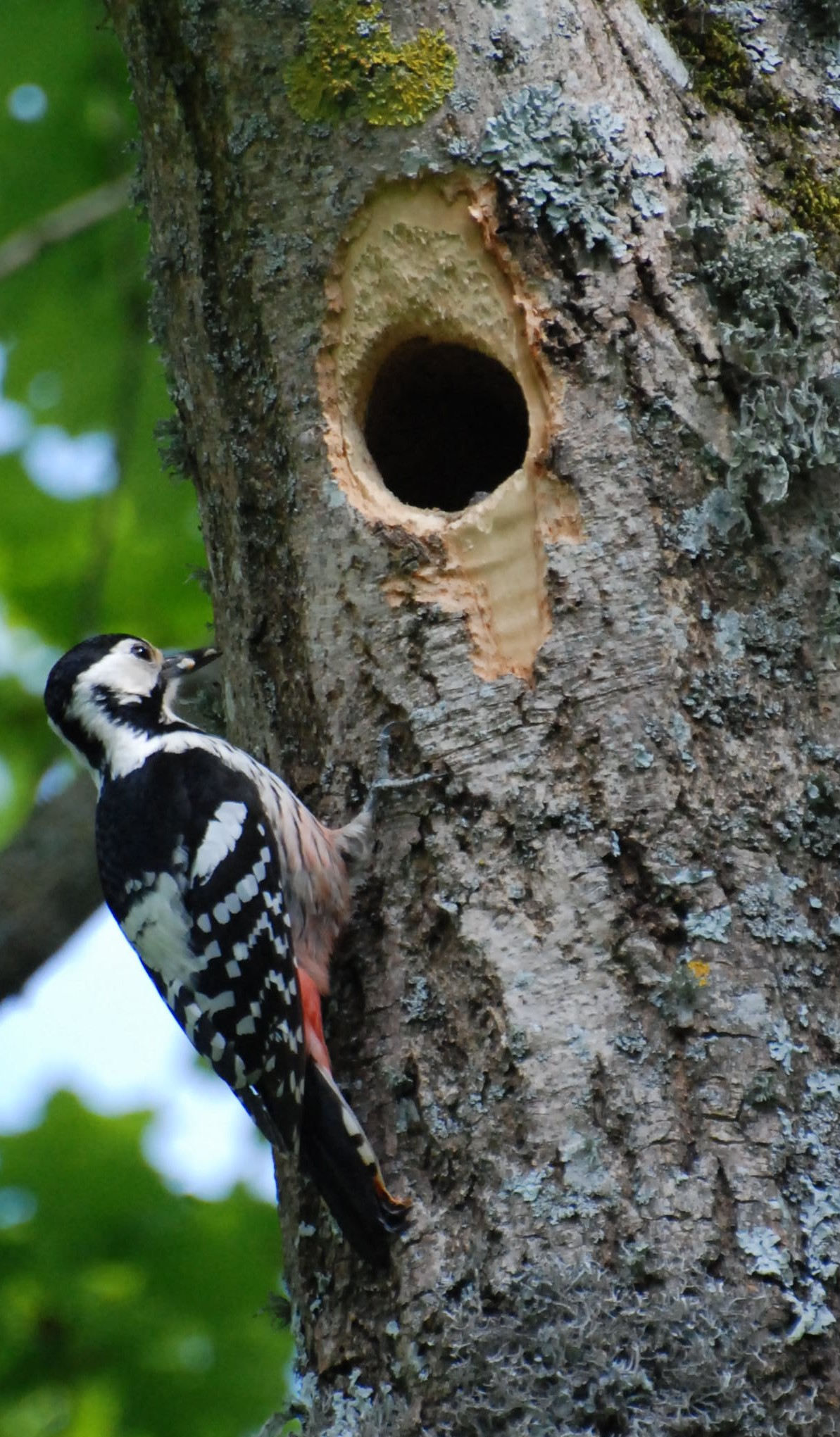
Pic à dos blanc